# Гвиждж, Феликс
Феликс Гвиждж, псевдоним — Стрык (пол. Feliks Gwiżdż, Stryk , 12 января 1885 года, Одровонж, Австро-Венгрия — 27 мая 1952 года, Варшава, Польша) — польский поэт, журналист и общественный деятель, депутат II, III созывов и сенатор IV созыва польского Сейма Польской Республики.

## Биография
Родился 12 января 1885 года в крестьянской семье в деревне Одровонж, Австро-Венгрия (сегодня — Малопольское воеводство, Польша). Звакончил среднюю школу в Кракове. Обучался во Львовском университете, по окончании которого работал редактором львовских газет «Kurier Lwowski» и «Nowa Reforma». В 10-е годы XX столетия переехал в Подгалье, где стал работать главным редактором культурно-общественного журнала «Gazeta Podhalańska». В 1913 году вступил в спортивную организацию «Сокол». С 1914 года участвовал в сражениях Первой мировой войны в составе Польских легионов. В 1918 году получил звание капитана.
После войны был главным редактором газеты «Gospodarz Polski» и председателем гуральского Союза подгалян. В 1928—1935 годах был депутатом II и III созывов польского Сейма. В 1938 году был избран сенатором.
Во время Второй мировой войны был членом Армии Крайовой. Участвовал в Варшавском восстании. Был комендантом V района — Садыба Мокотовского округа Армии Крайовой. В это же время написал популярные среди поляков песни «Przybyli ułani pod okienko» и «Wojenko, wojenko, cóżeś ty za pani». С марта 1945 года проживал в Кракове, где с апреля по июль работал редактором нелегальной газеты «Wolność i Prawda». Участвовал в деятельности антикоммунистической организации «Конвент организации независимых» (Konwent Organizacji Niepodległościowych). 16 августа 1945 года был арестован органами безопасности за антикоммунистическую деятельность. Был освобождён из заключения в октябре 1945 года, после чего работал на Польском радио. 14 сентября 1951 года был снова арестован и содержался в тюрьме «Мокотув», где скончался 27 мая 1952 года.
Был похоронен на Черняковском кладбище в Варшаве (квартал I-15-12).

## Сочинения
Занимался переводами со словацкого языка.
- Kośba, поэтический сборник, 1921;
- Przybyli ułani pod okienko, песня;
- Wojenko, wojenko, cóżeś ty za pani, песня.